# Шукшиер
Шукшиер (мар. Шӱкшер) — деревня в Сернурском районе Республики Марий Эл. Входит в состав Дубниковского сельского поселения.

## География
Находится в северо-восточной части республики Марий Эл на расстоянии менее 2 км на север от районного центра посёлка Сернур.

## История
Известна с 1782 года, где проживали 84 ясачных крестьянина, мари. В 1811 году числилось 40 дворов, 190 жителей. В 1925 году в селении проживали 263 человека, мари. В 1927 году числилось 48 хозяйств с населением 218 человек (213 мари и 5 русских). В 1937 году в 31 дворе проживал 201 человек, в 1946—1948 годах в 46 дворах проживал 231 человек, в 1958 году в 41 хозяйстве проживали 192 человека, в 1988 году 38 домов и 112 человек. В советское время работали колхозы «У ял», имени Будённого и «Коммунар».

## Население
Население составляло 80 человек (мари 100 %) в 2002 году, 78 в 2010.

## Известные уроженцы
Патрушев Степан Хрисанфович (1899—1970) — марийский советский педагог. Директор Сернурской школы (1946—1948), Дубниковской школы Сернурского района Марийской АССР (1938—1942, 1948—1964). Один из первых педагогов, удостоенных почётного звания «Заслуженный учитель школы Марийской АССР» (1941). Член ВКП(б) с 1939 года.